# Final Eight dell'Eurolega 2010-2011
Le Final Eight dell'Eurolega 2010-2011 di hockey su pista si sono disputate al Poliesportiu di Andorra la Vella nel Principa di Andorra dal 18 al 21 maggio 2011.
Vi hanno partecipato le seguenti squadre:
- 1ª classificata girone A:  Reus Deportiu
- 2ª classificata girone A:  Liceo La Coruña
- 1ª classificata girone B:  Barcellona
- 2ª classificata girone B:  Blanes
- 1ª classificata girone C:  Candelária
- 2ª classificata girone C:  Noia
- 1ª classificata girone D:  Marzotto Valdagno
- 2ª classificata girone D:  Porto

I vincitori, gli spagnoli del Liceo La Coruña, al quinto successo nella manifestazione, hanno ottenuto il diritto di giocare contro i vincitori della Coppa CERS 2010-2011, i portoghesi del Benfica, nella Coppa Continentale 2011-2012.

## Tabellone
|  | Quarti di finale  | Quarti di finale  | Quarti di finale |               |                 | Semifinali      | Semifinali | Semifinali |  |  | Finale | Finale | Finale |  |
|  |                   |                   |                  |               |                 |                 |            |            |  |  |        |        |        |  |
|  | Liceo La Coruña   | Liceo La Coruña   | 7                |               |                 |                 |            |            |  |  |        |        |        |  |
|  | Liceo La Coruña   | Liceo La Coruña   | 7                |               |                 |                 |            |            |  |  |        |        |        |  |
|  | Noia              | Noia              | 4                |               |                 |                 |            |            |  |  |        |        |        |  |
|  | Noia              | Noia              | 4                |               | Liceo La Coruña | Liceo La Coruña | 3(2)       |            |  |  |        |        |        |  |
|  |                   |                   |                  |               | Liceo La Coruña | Liceo La Coruña | 3(2)       |            |  |  |        |        |        |  |
|  |                   |                   | Porto            | Porto         | 3(1)            |                 |            |            |  |  |        |        |        |  |
|  | Porto             | Porto             | Porto            | Porto         | 3(1)            | 4               |            |            |  |  |        |        |        |  |
|  | Porto             | Porto             |                  |               |                 |                 |            |            |  |  |        |        |        |  |
|  | Barcellona        | Barcellona        | 3                |               |                 |                 |            |            |  |  |        |        |        |  |
|  | Barcellona        | Barcellona        | 3                |               | Liceo La Coruña | Liceo La Coruña | 7          |            |  |  |        |        |        |  |
|  |                   |                   |                  |               |                 |                 |            |            |  |  |        |        |        |  |
|  |                   |                   | Reus Deportiu    | Reus Deportiu | 4               |                 |            |            |  |  |        |        |        |  |
|  | Blanes            | Blanes            | Reus Deportiu    | Reus Deportiu | 4               | 0               |            |            |  |  |        |        |        |  |
|  | Blanes            | Blanes            |                  |               |                 |                 |            |            |  |  |        |        |        |  |
|  | Candelária        | Candelária        | 2                |               |                 |                 |            |            |  |  |        |        |        |  |
|  | Candelária        | Candelária        | 2                |               | Candelária      | Candelária      | 2          |            |  |  |        |        |        |  |
|  |                   |                   |                  |               | Candelária      | Candelária      | 2          |            |  |  |        |        |        |  |
|  |                   |                   | Reus Deportiu    | Reus Deportiu | 3               |                 |            |            |  |  |        |        |        |  |
|  | Marzotto Valdagno | Marzotto Valdagno | Reus Deportiu    | Reus Deportiu | 3               | 2               |            |            |  |  |        |        |        |  |
|  | Marzotto Valdagno | Marzotto Valdagno |                  |               |                 |                 |            |            |  |  |        |        |        |  |
|  | Reus Deportiu     | Reus Deportiu     | 4                |               |                 |                 |            |            |  |  |        |        |        |  |

## Risultati

### Quarti di finale
| Arbitri: | Da Prato Fermi |

|  |           |                         |
|  | Marcatori | 38' Silva 47' Montivero |

| Arbitri: | Carpelho Peixoto |

|                                                      |           |                                                                        |
| F. Bargalló 3' Del Amor 14' Mitjans 27' Esteller 36' | Marcatori | 15' 35' 49' Álvarez 24' 43' Pedro Afonso 42' Barreiros 47' J. Bargalló |

| Arbitri: | Carpelho Peixoto |

|                                          |           |                         |
| Caldú 2' 29' J. Paez Picon 12' Marín 49' | Marcatori | 27' Panizza 32' Antezza |

| Arbitri: | Da Prato Fermi |

|                                |           |                                     |
| Lopez 22' Torra 25' García 45' | Marcatori | 37' Ventura 42' Emanuel 48' 50' Gil |

### Semifinali
| Arbitri: | Da Prato Fermi |

|                                      |           |                 |
| J. Paez Picon 15' Gual 32' Molet 49' | Marcatori | 12' 21' Resende |

| Arbitri: | Da Prato Fermi |

|                             |                |                                          |
| Ventura 22' 29' Suissas 34' | Marcatori      | 5' Barreiros 6' J. Bargalló 21' J. Lamas |
| ?                           | Shootout 1 – 2 | ?                                        |

### Finale
| Arbitri: | Carpelho Peixoto |

|                                                        |           |                                     |
| Álvarez 17' 34' 48' Bargalló 20' Barreiros 23' 45' 45' | Marcatori | 2' 11' Caldú 15' Casanovas 48' Gual |

| Liceo La Coruña  |  |                               |
|                  |  |                               |
| E                |  | Jordi Bargalló                |
| E                |  | Ricardo Barreiros             |
| E                |  | Josep Lamas Alsina            |
| P                |  | Xavier Malián Crosas          |
| E                |  | Joan Manuel Grassas Rodriguez |
| E                |  | Pedro Afonso                  |
| E                |  | Pablo Álvarez Vera            |
| E                |  | Eduard Lamas Alsina           |
| E                |  | Sergi Miras Valero            |
| Allenatore:      |  |                               |
| Carlos Gil Seijo |  |                               |

| Reus Deportiu        |  |                          |
|                      |  |                          |
| E                    |  | Xavier Caldú Pintado     |
| E                    |  | Albert Casanovas Vazquez |
| E                    |  | Marc Gual Rosell         |
| E                    |  | Jordi Molet Canal        |
| P                    |  | Guillem Trabal Tana      |
| E                    |  | Raul Marin Martin        |
| E                    |  | Jose Luis Paez Picon     |
| Allenatore:          |  |                          |
| Manuel Barcelo Perez |  |                          |